# 遥か〜SAILING FOR MY DREAM〜
「遥か〜SAILING FOR MY DREAM〜」（はるか セイリング・フォー・マイ・ドリーム）は、FENCE OF DEFENSEの17枚目のシングル。1996年5月27日、ポリドール/Primitive Recordsから発売された。

## 解説
表題曲は、TBS系『B'T-X』オープニングテーマで、同バンド最大のヒット作となっている。

## 収録曲
作詞：室井美樹　作曲：西村麻聡　編曲：FENCE OF DEFENSE　
1. 遥か〜SAILING FOR MY DREAM〜
2. RIGHT NOW
3. 遥か〜SAILING FOR MY DREAM〜 （inst.）

## レコーディング参加
- 鷹羽仁 - キーボード
- 松田樹利亜 - コーラス